# Stubberup Mose
Stubberup Mose, der ligger mellem Nysted og Herritslev på den sydlige del af Lolland, er den eneste højmose på øen, og derfor noget helt specielt i denne landsdel. Den er en stærkt tilgroet næringsfattig højmose, som ligger i et ellers næringsrigt morænelandskab – og mosen har da desværre også modtaget næringsrigt drænvand. Af planter vokser der bl.a.: rundbladet soldug , eng-viol , tranebær , kragefod , dusk-fredløs , kær-fladstjerne , tormentil, djævelsbid, nikkende brøndsel, kær-svovlrod, krans-ynte, smalbladet kæruld, tue kæruld , stjerne-star, grå star, hunde-hvene, smalbladet ærenpris, hedelyng, maj-gøgeurt , stortoppet rapgræs, blåtop, vandnavle og lyse-siv som er et stort problem.
et areal på 3,5 ha af Stubberup Mose blev fredet i 1982, men der mangler stadig pleje af mosen.